# Solitude (Lied)
(In My) Solitude ist eine Jazz-Komposition aus dem Jahr 1934 von Duke Ellington. Die Rechte für den später geschriebenen Text liegen bei Irving Mills und Eddie DeLange.

## Der Titel
In der Komposition, die überwiegend Dur-Charakter hat, klingt eine Gospelstimmung nach. Die Ballade ist nach dem AA’BA-Schema aufgebaut und kombiniert eine lyrische, folkloristisch anmutende Weise mit einfachen, gradlinig fortschreitenden Harmonien. Allerdings ist die Tonika weder der Start- noch der Endpunkt des Songs.

## Entstehungsgeschichte
„Solitude“ entstand zeitgleich mit Ellington-Klassikern wie „In a Sentimental Mood“ oder der „Ebony Rhapsody“ Anfang des Jahres 1934 und wurde vermutlich auf die Schnelle geschrieben, um den Anforderungen einer Aufnahmesitzung für Schallplatten zu genügen, wie Ellingtons Biograph J. L. Collier vermutet. Er zitiert den Bandleader: „Ich war eine Nummer zu kurz, und ich schrieb es in zwanzig Minuten im Stehen gegen eine Glaswand im RCA Victors Studio in Chicago.“ Obwohl die erste Aufnahme noch etwas von der Eile der Vorbereitung zeigt, erkannte Irving Mills das Potenzial des Titels und ließ einen Text dafür schreiben. Die Platte wurde zu einem großen Hit für das Duke Ellington Orchestra und sein erfolgreichster Titel dieser Zeit.

## Wirkungsgeschichte
„Solitude“ wurde von Ellington viele Male aufgenommen, aber erst 1940 in einer Vokalversion (mit Ivie Anderson), nachdem es bereits einige gesungene Versionen der Ballade gab. Billie Holiday nahm zur gleichen Zeit den Song, begleitet durch Roy Eldridge, auf. Billy Eckstine, Ella Fitzgerald, Etta James, Nina Simone, Helen Humes und viele andere Sänger haben „Solitude“ interpretiert. Die Instrumentalversionen von Ruby Braff, Johnny Hodges (1951), Thelonious Monk (1955), Sonny Rollins (Way Out West, 1957) und die Einspielungen von Ellington mit Charles Mingus und Max Roach (Money Jungle, 1963) sowie von Jimmy Rowles (Plays Duke Ellington and Billy Strayhorn, 1981) sind besonders zu erwähnen. Hunderttausende von Notenblättern wurden davon verkauft, und es ist einer der klassischen amerikanischen Songs des zwanzigsten Jahrhunderts.